# Wm Allchin & Co Ltd

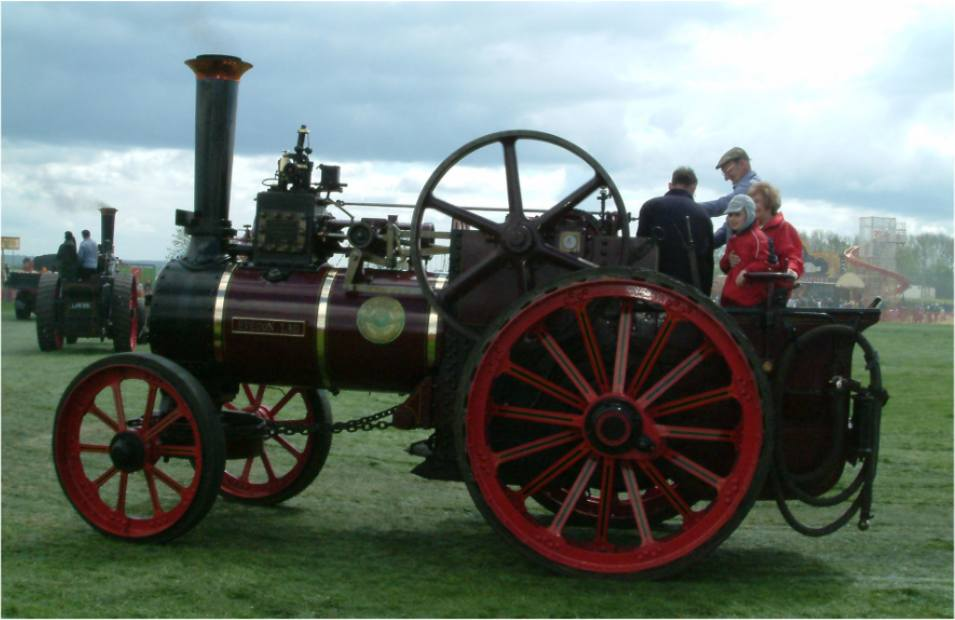
Allchin-Lokomobil von 1910

Unter dem Markennamen Allchin baute das Unternehmen Wm. Allchin & Co. Ltd. mit Sitz in Globe Works, Northampton in England von 1905 bis 1931 3- bis 10-Tonner Lokomobile in geringer Stückzahl für verschiedene Anwendungsbereiche. Es wurde fast nur im Kundenauftrag produziert (nach individuellen Spezifikationen). Nachdem aber Ende der Zwanziger Jahre der Markt für Steam Wagons einbrach, stellte das Unternehmen die Produktion 1931 ein.